# Різжак білобровий
Різжа́к білобровий (Campylorhynchus griseus) — вид горобцеподібних птахів родини воловоочкових (Troglodytidae). Мешкає в Південній Америці.

## Опис

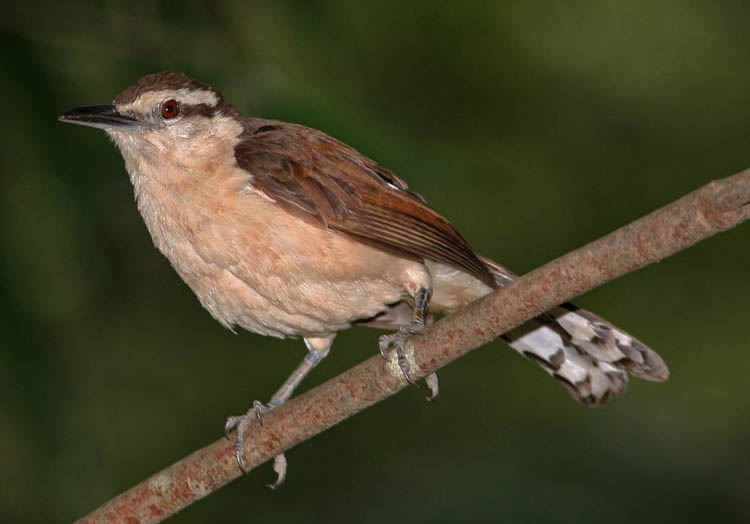
Білобровий різжак (Баркісімето, Венесуела)

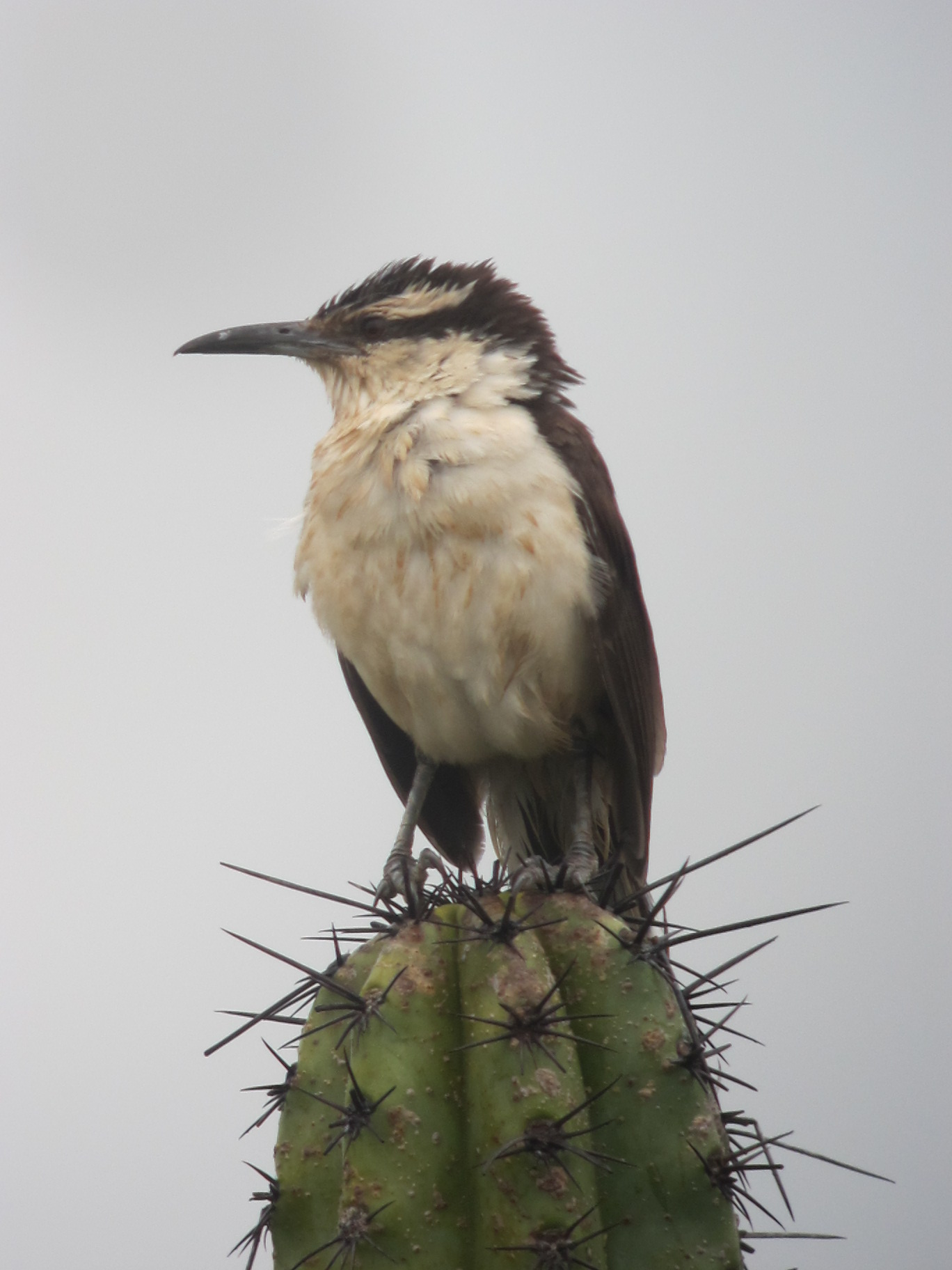
Білобровий різжак

Довжина птаха становить 21-22 см, вага 37-46,5 г. Тім'я і потилиця темно-шоколадно-коричневі, спина дещо світліша. Крила шоколадно-коричневі, поцятковані більш темними смугами, хвіст чорнувато-коричневий, всі стернові пера, крім центральної пари, на кінці мають білу смугу. Над очима білі "брови". через очі ідуть темно-коричневі смуги, решта обличчя, горло і решта нижньої частини тіла біла. Очі карі, дзьоб чорний, знизу біля основи сірий, лапи темно-сірі. Виду не притаманний статевий диморфізм. У молодих птахів спина більш сіра і менш рудувата, ніж у дорослтх птахів. Верхня частина голови у них пістрява, сірувато-коричнева, нижня частина тіла сірувато-біла.
Представники підвиду C. g. albicilius мають більш рудувате забарвлення, ніж представники номінативного підвиду. Представники підвиду C. g. bicolor мають подібне забарвлення, однак надхвістя у них дещо блідіше. Представники підвиду C. g. zimmeri мають менші розміри, верхня частина спини у них більш темна. Представники підвиду C. g. minor мають менші розміри, потилиця і верхня частина спини у них чорнувато-коричневі. У представників підвиду C. g. pallidus спина більш сіра і менш рудувата, ніж у представників номінативного підвиду, тім'я у них більш темне. 

## Підвиди
Виділяють шість підвидів:
- C. g. albicilius (Bonaparte, 1854) — від північної Колумбії до північно-західної Венесуели;
- C. g. bicolor (Pelzeln, 1875) — захід Колумбії (верхів'я річки Магдалена, Сантандер, Бояка);
- C. g. zimmeri Borrero & Hernández-Camacho, 1958 — центральна Колумбія (Уїла, Толіма);
- C. g. minor (Cabanis, 1851) — від східної Колумбії до північної Венесуели;
- C. g. pallidus Phelps, WH & Phelps, WH Jr, 1947 — південь Венесуели (Амасонас);
- C. g. griseus (Swainson, 1838) — від східної Венесуели (північ Амасонасу) до західної Гаяни і крайньої півночі Бразилії.

## Поширення і екологія
Білоброві різжаки мешкають в Колумбії, Венесуелі, Гаяні і Бразилії. Вони живуть в рідколіссях, чагарникових і кактусових заростях, уникають як густих лісів. так і відкритих рівнин. В Колумбії зустрічаються на висоті до 2100 м над рівнем моря, у Венесуелі на висоті до 1600 м над рівнем моря. Живляться комахами та іншими безхребетними, деякими ягодами, за деякими свідченнями також яйцями. Шукають їжу на пальмах та інших деревах, а також на землі
Гніздування у білобрових різжаків у Венесуелі відбувається з січня по березень і з травня по серпень. Гніздо куподоподібне з бічним входом, робиться з трави, встелюється шерстю, розміщується в кроні пальми або іншого дерева, на висоті понад 3 м над землемю. Іноді птахи використовують покинуті куполоподібні гнізда інших птахів, зокрема венесуельських м'якохвостів або бієнтевіо. В кладці 3-5 охристих або коричнюватих яєць, поцяткованих коричневими плямами. Інкубаційний період триває 17 днів, насиджують лише самиці. Пташенята покидають гніздо через 17-30 днів після вилуплення. Білобровим різжакам притаманний колективний догляд за пташенятами.